# آخرین عصر یخبندان

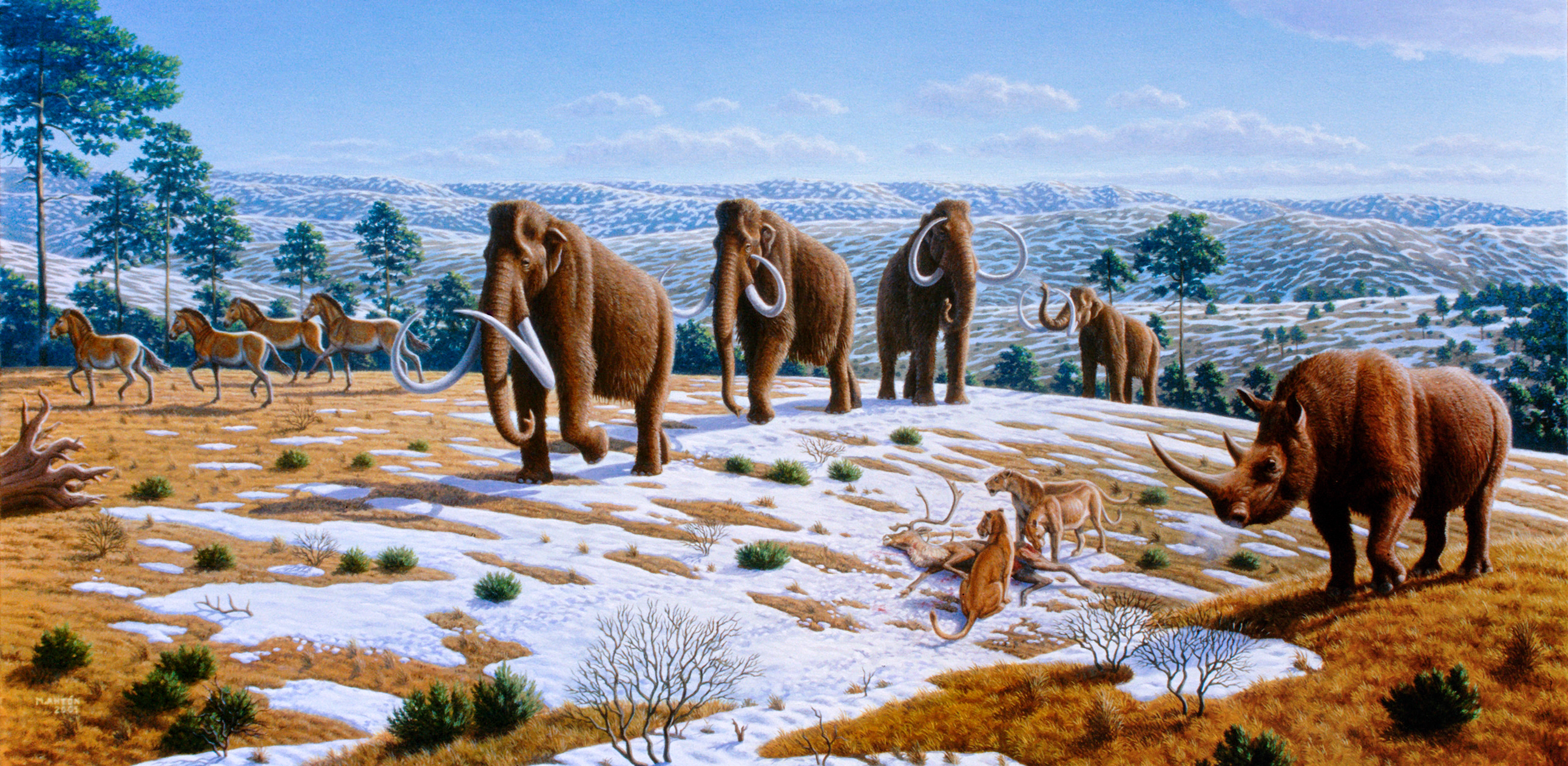
با تغییر اوضاع و تأثیرات انسانی ماموت‌های پشمی به انقراض رانده شدند. این تصویر یک منظره اواخر پلیستوسن در شمال اسپانیا را با ماموت‌های پشمی (Mammuthus primigenius)، عایق، یک کرگدن پشمی (Coelodonta antiquitatis) و شیرهای غار اروپایی (Panthera leo spelaea) با لاشهٔ یک گوزن شمالی را به تصویر می‌کشد.

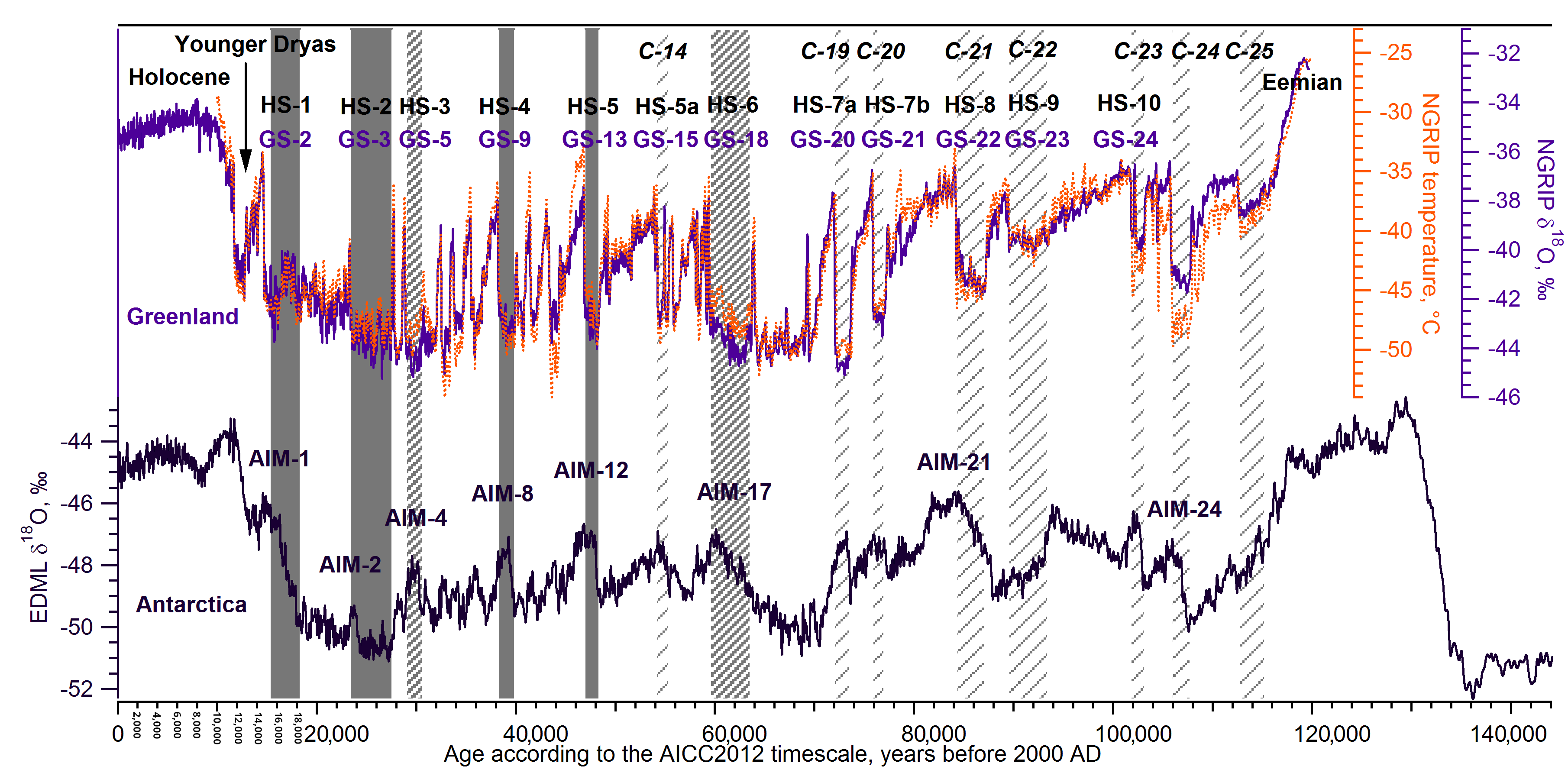
گاه‌شناسی وقایع آب و هوایی با اهمیتی که در آخرین دورهٔ یخبندان؛ (حدود ۱۲۰٬۰۰۰ سال گذشته)، روی داده‌است)

آخرین عصر یخبندان که از حدود ۱۱۵٬۰۰۰ سال پیش تا حدود ۱۱٬۷۰۰ سال پیش رخ داد. این آخرین یخبندان، جزئی از الگویی بزرگتر از یخبندان و دوره‌های میان‌یخچالی است که با نام یخبندان کواترنری شناخته می‌شود و پیشینهٔ آن به ۲٬۵۸۸٬۰۰۰ سال پیش بازمی‌گردد. در آخرین عصر یخبندان، آخرین بیشینه یخچالی در ۲۲ هزار سال پیش روی داده‌است.
از دید باستان‌شناسی انسانی، آخرین عصر یخبندان در دورهٔ پارینه‌سنگی و اوایل میان‌سنگی روی می‌دهد. هنگامی که رویدادهای یخبندانی آغاز می‌شود، انسان خردمند در عرض‌های جغرافیایی پایین‌تر محاصره می‌شود و از ابزارهایی استفاده می‌کند که نسبت به ابزارهای کاربردی نئاندرتال‌ها در غرب و مرکز اوراسیا و ابزارهای انسان راست‌قامت در آسیا قابل مقایسه بود. در اواخر این رویداد، انسان‌های خردمند به اوراسیا و استرالیا مهاجرت می‌کنند. داده‌های ژنتیکی و باستان‌شناسی می‌گویند که انسان‌های پارینه‌سنگی برای چیرگی بر عصر یخبندان به سرزمین‌هایی رفتند که درخت‌های با فاصله از هم داشتند و در جاهایی توزیع شدند که نور و مواد اولیه لازم برای فتوسنتز وجود داشت و از ورود به جنگل‌های انبوه خودداری کردند.
فرار از یخبندان در ۱۵ هزار سال پیش باعث شد تا انسان‌ها از آسیا به آمریکا مهاجرت کنند.
در آخرین عصر یخبندان، سطح دریا ۱۲۰ متر پایین‌تر از سطح فعلی خود بود و حداقل در ۱۰۰ سال گذشته، سطح دریا سالانه با حداقل سرعت ۱٫۸ میلیمتر افزایش یافته‌است.

## نیم کرهٔ شمالی
می‌توان گفت تقریباً سراسر کانادا و بخش‌های شمالی آمریکا از یخ پوشیده شد و یخسار لارنتی سراسر آن را فراگرفت. آلاسکا به دلیل خشک بودن هوا از یخ پوشیده نشد. محدوده‌های یخی در کوه‌های راکی وجود داشت همچنین یخسار کوردیلران به صورت میدان و کلاهک یخچالی در سیرا نوادای آمریکا در شمال کالیفرنیا ایجاد شد. بریتانیا، بخش اصلی اروپا و شمال غرب آسیا، یخسار اسکاندیناویایی تشکیل شد و بخش‌های شمالی جزایر بریتانیا، آلمان، لهستان و روسیه را هم فراگرفت تا به شبه‌جزیره تایمیر در غرب صربستان رسید. یخبندان غرب صربستان در حدود ۱۶ هزار تا ۱۵ هزار سال پیش از میلاد روی داد و بعد از اروپا بود که در حدود ۲۰ هزار تا ۱۶ هزار سال پیش از میلاد بوده‌است. شمال شرق صربستان با یخسارهای قاره ای پوشیده نشده بود بلکه با میدان‌های یخچالی بزرگ اما محدود که رشته کوه‌های شمال شرق صربستان را فرا گرفته بودند، پوشانده شده بود.
اقیانوس منجمد شمالی مانند امروز بود و احتمالاً سطح آن را لایهٔ نازکی از یخ به همراه کوه یخی در بخش‌هایی از آن گرفته بود و در آن یخزایی روی می‌داد. این اقیانوس سراسر پوشیده از یخ نبود و در فصل‌هایی روی آب باز بوده‌است.
مناطق شرقی قفقاز و کوهستان‌های ایران و ترکیه تنها پوشیده از میدان‌های یخچالی محلی و صفحه‌های یخی کوچک بود.